# ケカビ
ケカビは、菌界・接合菌門・接合菌綱・ケカビ目・ケカビ科に属するカビであり、ケカビ属（Mucor。ムコール）の総称である。湿気の多い有機物上に出現する、ごく普通のカビである。

## 形態
ケカビ属は接合菌類の中で、もっとも基本的な体制を持つものと見なされてきた。基質中に菌糸を伸ばし、空中に胞子嚢柄を伸ばし、その先端に胞子嚢をつける。
菌糸体は隔壁のない、多核体の菌糸からなり、ところどころから先が細くなった仮根状菌糸を伸ばす。菌糸は基質中か、その表面を這い、空中へ伸びることはない。古くなった菌糸には、所々に隔壁を生じ、時には一部が厚膜胞子となる。
基質表面、あるいは基質中の菌糸から、上向きに胞子嚢柄を伸ばす。当初は先端が丸い単なる菌糸であるが、次第に先端が丸く膨らみ、胞子嚢となる。胞子嚢は種類によって大きさがずいぶん異なり、大きいものは高さ数cmにも達する。正の屈光性があり、光の方へ向けて曲がる。分枝を出さないものもあるが、多くの場合は胞子嚢が形成された後に、その下から側方に枝を出し、それが上向きに伸びて新たな胞子嚢をつけるという仮軸状の分枝を形成する。胞子嚢柄が古くなると、途中の側面から小さい枝を出すこともある。

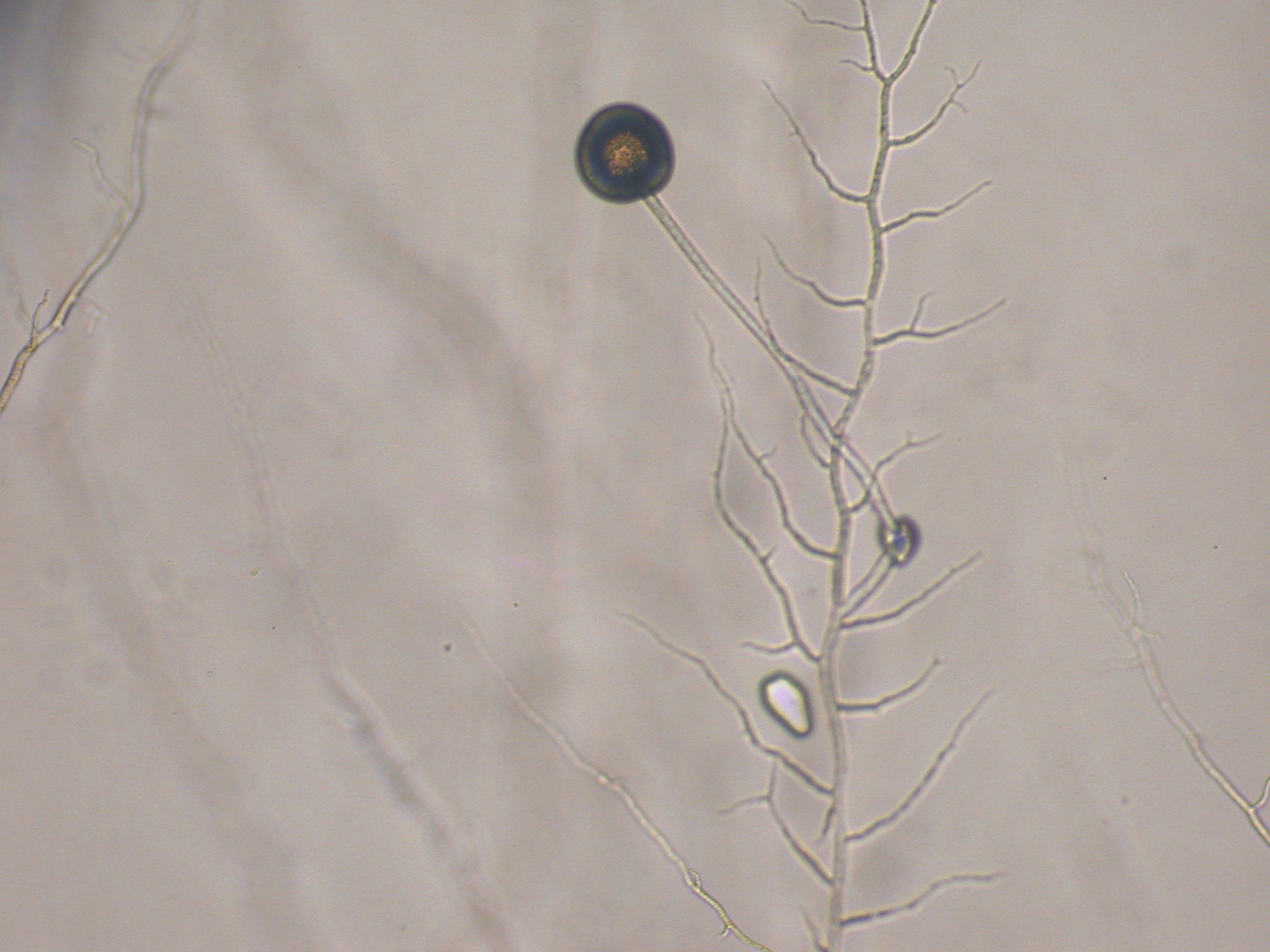
ケカビの一種
寒天培地の菌糸から出る胞子嚢

種によっては、高く伸び上がった胞子嚢柄と、基質からほとんど立ち上がらない短い胞子嚢柄の2通りを形成する。

## 生殖と生活環
無性生殖として、胞子嚢胞子を作る。菌糸体が成長を始めると、すぐに胞子形成を活発に行う。胞子嚢柄は菌糸から枝分かれして上に向かって伸びる。
やがて、先端が膨らみ、球状の胞子嚢を作る。胞子嚢内部の原形質は細かく分裂し、多数の胞子嚢胞子になる。この時、胞子嚢の中心部は分裂せずに、胞子嚢の柄から続く、ドーム状、球形、または楕円形をした、胞子嚢の芯のような形で残る。これを柱軸（ちゅうじく）という。
胞子嚢胞子が成熟すると、胞子嚢の壁は溶けるようにして崩れ、胞子を放出する。胞子は好適な基質の上で発芽し、新たな菌糸体を形成する。なお、発芽の時には、胞子嚢胞子は大きく膨らむ。
胞子嚢柄が、先端の胞子嚢の少し下から伸び出し、新たに胞子嚢を作ることを繰り返し、仮軸状に分枝した形を取るものも多い。
有性生殖は、接合胞子を作る形で行われる。好適な菌糸が接近すると、両者から先の膨らんだ菌糸が伸びる。これを配偶子嚢という。互いに接触する配偶子嚢に形の差がないので、雌雄の分化はない。配偶子嚢が接触すると、両者の先端部が融合した細胞が作られ、それが大きく膨らんで、接合胞子嚢へと発達する。成熟した接合胞子嚢は表面が凸凹で、濃い色をした厚い壁に覆われる。その内部には1個の大きな接合胞子が形成されている。接合胞子の内部では減数分裂が行われ、発芽すると胞子嚢を形成する。
ほとんどのケカビは自家不和合性で、好適な株同志が接触しない限りは接合胞子を作らない。

## 生育環境
ケカビは、接合菌の中でもっとも普遍的に見られるものであり、土壌、糞、食品、その他、様々な湿った有機物の上に出現する。種によっては広く様々な場所に出現するものもあり、糞など特定の基質に特によく出現するものもある。Bennyは、「有機物を含む基質であれば、本属のものが少なくとも1種は存在する」と言っている。

## 人間との関係
食品に発生する場合もある。また、モモなどの柔らかい果実に発生して腐敗させることもある。
特に強い病原性を示す、というものはないが、免疫力が低下した病人の肺で増殖してムコール肺症を引き起こす例もある。発熱や胸痛、呼吸困難といった症状を発する。ケカビに冒される時点で患者の免疫力が極めて低下した状態にあるので、予後は良くない。
利用例としては、中国北京市で作られている、圧縮して水分を減らした豆腐にMucor sufu（中国語：腐乳毛黴）、Mucor rouxanus（魯氏毛黴）、Mucor wutungkiao（五通橋毛黴）、Mucor racemosus（総状毛黴）など（実際にはシャジクケカビ属、クモノスカビ属も混じる）を付けて菌糸を発育させ、一度菌糸を拭い取ってから、塩漬けして発酵させた「青腐乳」（別名「臭豆腐」、「青方」）という加工食品、調味料がある。塩辛いので粥に少量乗せて食べたり、しゃぶしゃぶのたれの薬味にしたりする。塩水中で発酵することで、大豆タンパクが分解されてインドール、フェノール、硫化メチル、酢酸エチル、トリメチルヒドラジンなどの刺激性の臭気成分が出て独特の風味となる。
また、インドネシアでは茹でた大豆にクモノスカビ類を生やしてテンペ(Tempeh)という食品を作るが、稀にケカビを利用している製造者もいる。

## 分類
先述のように、ケカビはケカビ目においてもっとも基本的な体制を持つものと考えられてきたので、ケカビ目には常にケカビ科が置かれ、ここにケカビ属とそれに類似した属が共に含まれる。ただし、その内容は時代によって大きく変遷した。広く取った場合には、ケカビ目とほぼ同じにする説もあるが、多くの場合、小胞子嚢や分節胞子嚢などといった特殊なものを形成せず、多数の胞子を含む胞子嚢のみを形成する菌だけを含める。さらに狭義に取って、その中でまとめられそうな群を独立させた残り、という説もある。ケカビ目の項では、このもっとも狭義の場合に近い体系を紹介した。そこでケカビ科に含まれているものはかなり似た形質を持つといって良かろう。また、ケカビ属はこの類でもっとも古く認められた属の1つであるから、ここに一端所属させたものの、後に移動されたものは非常に多い。
ただし、分子系統による情報でこれらの形態による分類体系が多分に人為的であることが指摘され、現在は見直しが進んでいる最中である。この属については属そのものが多系統である可能性が強く示唆されている。しかも従来の判断とは異なり、分子系統に基づく系統樹では本属のものが一番枝分かれの先の方に位置し、つまりもっとも進化の進んだ系統にある、ということになっている。

### よく似た属
その中でもっともよく似ているのはパラシテラ Parasitellaである。無性生殖器官の形態ではケカビ属と区別できない。好適なケカビ類があれば、吸盤状の菌糸を付着して寄生するが、寄生せずとも腐生的に生育する。配偶子嚢に短い突起を生じるので別属とされる。ツガイケカビ(Zygorhyncus)も似ているが、自家和合性で配偶子嚢にはっきりした大小差（性的二形）があるのが特徴である。シャジクケカビ Actinomucorも胞子嚢単体ではケカビと区別できないが、頂性の大型の胞子嚢と側枝の小型の胞子嚢が分化することと、気中菌糸を出す点が異なる。
コウガイケカビ科のGilbertella や Poitrasia も大きい胞子嚢のみをつけるが、胞子嚢壁が硬く2分することや胞子嚢胞子に糸状の付属突起があることなどが異なる。
クモノスカビやユミケカビなどは、胞子嚢にアポフィシスがあることで区別できる。また、これらのカビの多くは気中菌糸を発達させる。
別の点でよく似ているのがバクセラ Backusellaである。ケカビにそっくりの大きな胞子嚢を長い柄の先につけるが、菌糸のあちこちから小胞子嚢や分生子様の単胞子性小胞子嚢を出すのが特徴である。小胞子嚢を持つためにエダケカビ科に属させているが、小胞子嚢はさほど目立たないので、一見はケカビにしか見えない。実際、この属として最初に記載されたB. circinaは当初はケカビ科として扱われた。また、それより前に記載されていたB. lamprosporusは、その当時はケカビ属に所属させていた。
また、クサレケカビ属は大型の胞子嚢しか作らないものが多く、その点ではケカビに似るが、胞子嚢に中軸がない点で大きく異なる。ただし、これに含まれていた頃はisabellina節として扱われていた1群は、他のクサレケカビ類とはやや異なった性質を持ち、ケカビに近いところがあったため、時にこれをMicromucorと呼んでケカビ科に含めたり、あるいは節としてケカビ属に置いたりしたことがある。2000年代当初から現在では、独立させてウンベロプシス Umberopsisと呼んでいる。

### 下位分類と代表種
他の接合菌では、胞子嚢の柄が特別な形で分枝したり、胞子嚢が特殊な形になっていたり、様々な分化が見られるが、ケカビではそういった特徴がない。それだけに、明確な特徴が捉えにくく、同定が難しい。しかも、種数が多く、それぞれに変異の幅も広いので、分類はかなり混乱している。種として記載されている種数は600を越える。温度、基質などの条件で容易に変化するため、実際の種数はその10分の1か、それ以下と見られる。胞子嚢の形態や大きさ、胞子嚢胞子の形などで分類が行われている。いくつかの節（Sect.）に分ける分類も行われている。たとえば以下のように分ける。
- Sect. hiemalis：小型、繊細で胞子嚢柄は仮軸状に分枝。
  - Mucor hiemalis

広い範囲で普遍的に観察される。灰色っぽいコロニーを作る。
- Sect. mucedo：大型で背が高く、ほとんど分枝しない。同時に小型で分枝する胞子嚢を出すものもある。
  - Mucor mucedo

背の高い胞子嚢柄と背の低い胞子嚢柄を形成する。高い方は高さ3cmにもなり、ほとんど分枝しない。背の低い方は、小型で細かく仮軸状に分枝する。糞などによく出現する。
- Sect. flavus：やや大型、胞子嚢柄は仮軸状に分枝。
- Sect. sphaelosporus：胞子嚢胞子がほぼ球形のもの。
- Sect. genevensis ：自家和合性の種。各節のものから変化したとも考えられる。
  - M. genevensis

M. hiemalisに似るが、単独で接合胞子をどんどん作る。
- Sect. racemosus ：やや小型、よく分枝するが、胞子嚢直下の柄が短いので胞子嚢が数珠繋ぎになったように見える。
  - M. racemosus
- Sect. circinelloides ：小型、背の高い胞子嚢柄と背の低い胞子嚢柄を形成し、仮軸状に分枝する。
  - M. circinelloides